# Lijst van beelden in Smallingerland
Dit is een (onvolledige) chronologische lijst van beelden in Smallingerland. Onder een beeld wordt hier verstaan elk driedimensionaal kunstwerk in de openbare ruimte van de Nederlandse gemeente Smallingerland, waarbij beeld wordt gebruikt als verzamelbegrip voor sculpturen, standbeelden, installaties, gedenktekens en overige beeldhouwwerken.
Voor een volledig overzicht van de beschikbare afbeeldingen zie: Beelden in Smallingerland op Wikimedia Commons.
| Geplaatst                     | Omschrijving                                        | Kunstenaar                      | Straat                                                 | Plaats              | Materiaal                                          | Afbeelding                                        |
| ----------------------------- | --------------------------------------------------- | ------------------------------- | ------------------------------------------------------ | ------------------- | -------------------------------------------------- | ------------------------------------------------- |
| 1957                          | Rispinge (14 reliëfs)                               | Karl Pelgrom                    | Rispinge                                               | Drachten            | natuursteen                                        | Rispinge                                          |
| 1961                          | Belatboom op molenrad                               | Jentsje Popma                   | Oliemolenstraat 2, Dunlop-Enerka                       | Drachten            | koper                                              | Belatboom op molenrad                             |
| 1961                          | Vogel op tak                                        | Willem Valk                     | onbekend                                               | Drachten            | brons                                              | Willem Valk                                       |
| 1962                          | Zeemeermin                                          | Wim Gerritsma                   | Lange West 9                                           | Drachten            | mozaïek                                            | Zeemeermin (Drachten)                             |
| 1962                          | Bemint                                              | Max Reneman                     | Pier Panderstraat 1, Goddelijke Verlosserkerk          | Drachten            | verf op beton                                      | Max Reneman (1923-1978),1962                      |
| 1964                          | Notenschrift                                        | Shinkichi Tajiri                | Burgemeester Wuiteweg 24, schouwburg De Lawei          | Drachten            | brons                                              | Notenschrift                                      |
| 1964                          | De barmhartige Samaritaan                           | Jan Frearks van der Bij         | Tsjerkebuorren 26, bij P.C.B.S. De Wyngerd             | Drachtstercompagnie | keramiek                                           | De barmhartige Samaritaan (Drachtstercompagnie)   |
| 1965                          | Het offerlam                                        | Jan Frearks van der Bij         | De Geeuw 31                                            | Drachten            | keramiek                                           | Jan Frearks van der Bij,1965                      |
| 1965                          | Twaalf stenen des verbonds                          | Jan Frearks van der Bij         | Tramlaan 4                                             | Drachten            | keramiek                                           | Twaalf stenen des verbonds (Drachten)             |
| 1965                          | Onverwoestbaar                                      | Tseard Visser                   | De Rien / De Brekken, in vijver                        | Drachten            | edelbeton                                          | Onverwoestbaar                                    |
| 1965                          | De fontein                                          | Berend Hendriks                 | De Kolken 89, Fonteinkerk                              | Drachten            | geglazuurde baksteen                               | De fontein (Drachten)                             |
| 1968                          | Drie zuilen                                         | André Volten                    | Leidijk 49                                             | Drachten            | rvs                                                |                                                   |
| 1970                          | Abstract                                            | Leo Schatz                      | Alferhof / Warande, plantsoen                          | Drachten            | staal                                              | Abstract                                          |
| 1971                          | Meisje in mini                                      | Jacob Martijn Roosenburg        | Raadhuisplein                                          | Drachten            | brons                                              | Jacob Martijn (Teun) Roosenburg (1916-2004) ,1971 |
| 1972                          | Dynamische werking                                  | Leo Schatz                      | Reidingweg                                             | Drachten            | cortenstaal                                        |                                                   |
| 1973                          | Kwebbelende Vrouwen                                 | Kees Verkade                    | Noorderbuurt 27                                        | Drachten            | brons                                              |                                                   |
| 1973                          | Vader en kind                                       | Suze Boschma-Berkhout           | Boschawei, Boarnstins                                  | Boornbergum         | brons                                              | Vader en kind (Boornbergum)                       |
| 1974                          | De Godin of Wording                                 | Tseard Visser                   | Pier Panderstraat, in plantsoen                        | Drachten            | brons en koper                                     | De godin                                          |
| 1975                          | Gotisch raam                                        | Wladimir de Vries               | Flevo 161, De Arke                                     | Drachten            | brons                                              |                                                   |
| 1975                          | Peije                                               | Mindert Wiltstra                | Moleneind ZZ                                           | Drachten            | brons                                              |                                                   |
| 1975                          | Moeder die haar kind leert zwemmen                  | Kees Verkade                    | Reidingweg, bij zwembad De Welle                       | Drachten            | brons                                              | Kees Verkade                                      |
| 1976                          | Zonder titel(het gezin)                             | Anne Woudwijk                   | Leerweg 2, CSG Liudger locatie Splitting               | Drachten            | hardsteen                                          | Anne Woudwijk, 1976                               |
| 1976                          | Integratiegedachte                                  | Cees Hoogerbrug                 | Hunze                                                  | Drachten            | staal                                              | Cees Hogerbrug,1976                               |
| 1979                          | De wonderbaarlijke spijziging                       | Jan Frearks van der Bij         | Splitting 17, VSO De Zwaai                             | Drachten            | keramiek                                           | De wonderbaarlijke spijziging (Drachten)          |
| 1986                          | De Geit                                             | Jan van Druten                  | Gauke Boelensstraat 2, achter gemeentehuis             | Drachten            | brons                                              | De geit                                           |
| 1986                          | Sûnder titel (Flerken)                              | Ids Willemsma                   | Gauke Boelensstraat 2, voor gemeentehuis               | Drachten            | staal                                              | Sûnder titel (Flerken)                            |
| 1986                          | Anti apartheidsbeeld                                | Anne Woudwijk                   | Gauke Boelensstraat                                    | Drachten            | natuursteen                                        |                                                   |
| 1987                          | Bouwen                                              | Anne Woudwijk                   | Moleneind                                              | Drachten            | Belgisch hardsteen                                 | Anne Woudwijk                                     |
| 1988                          | Skûtsjes                                            | Anne Woudwijk                   | Parkwijck De Singels                                   | Drachten            | hardsteen                                          | Anne Woudwijk                                     |
| 1988                          | Zonlicht en straling                                | Jan Veenstra                    | Lange West 126                                         | Drachten            | graniet, roestvast staal                           | Jan Veenstra,1988                                 |
| 1989                          | Ontmoetingen tussen mensen                          | Anne Woudwijk                   | Berkelaan 13                                           | Drachten            | Belgisch hardsteen                                 | Anne Woudwijk                                     |
| 1989                          | Paard hangend over hekje, maar lachend              | Ingrid Rollema                  | Moleneind ZZ                                           | Drachten            | brons                                              |                                                   |
| 1989                          | De gelaagdheid van turf                             | Henk Rusman                     | Alde Wei                                               | Drachtstercompagnie | Belgisch hardsteen en rvs                          |                                                   |
| 1989                          | Bocht in de rivier                                  | Els Martin                      | Buorren                                                | Oudega              | brons                                              | Bocht in de rivier                                |
| 1990                          | Sûnder titel (Brêge foar de fûgels)                 | Ids Willemsma                   | Kommisjewei                                            | Opeinde             | staal                                              | Sûnder titel (Brêge foar de fûgels)               |
| 1992                          | Chip                                                | Frank Sciarone                  | Museumplein 1, bij bibliotheek                         | Drachten            | beton                                              | Frank Sciarone                                    |
| 1992                          | Ganzentrek                                          | Anne Woudwijk                   | Ureterpvallaat, in vijver                              | Drachten            | hardsteen                                          | Ganzentrek (Drachten)                             |
| 1992                          | Familie rondom ster                                 | Anne Woudwijk                   | Zetveld 29                                             | Drachten            | hardsteen                                          | Familie rondom ster                               |
| 1993                          | It Turfskip                                         | Sofie Hupkens                   | De Haven                                               | Nijega              | graniet                                            | Sofie Hupkens                                     |
| 1993                          | Zonder titel                                        | Henk Lampe                      | Polderhoofdkanaal                                      | De Veenhoop         | staal                                              | Zonder titel (De Veenhoop)                        |
| 1994                          | Boog                                                | Ids Willemsma                   | De Drift                                               | Drachten            | staal                                              |                                                   |
| 1995                          | Movement                                            | Carlo Kroon                     | Van Knobelsdorffplein, parkeergarage                   | Drachten            | kunststof, messing, brons en staal                 | Movement (Drachten)                               |
| 1995                          | De fierljepper (De polsstokspringer)                | Hans Mes                        | Noorderhogeweg, bij Philips                            | Drachten            | staal                                              |                                                   |
| 1995                          | De Steenbok                                         | Anne Woudwijk                   | Helmhout 21                                            | Drachten            | Belgisch hardsteen                                 | Anne Woudwijk                                     |
| 1995                          | Verzetsmonument                                     | Anne Woudwijk                   | Reinder de Vriessingel                                 | Opeinde             | Belgisch hardsteen                                 | Anne Woudwijk                                     |
| 1995                          | Hondje                                              | Anne Woudwijk                   | De Bolder 74, dierenziekenhuis                         | Drachten            | Belgisch hardsteen                                 | Anne Woudwijk                                     |
| 1996                          | Carillon                                            | Gunnar Daan                     | De Dam                                                 | Drachten            | beton, staal en brons                              |                                                   |
| 1997                          | Smoelenpalen                                        | Hilda Kanselaar                 | Gernaerd, in plantsoen                                 | Drachten            | staal, beton en keramische tegels                  | Hilda Kanselaar,1997                              |
| 1997                          | To Close Too                                        | Jan Merx                        | Tussen Museum Drachten en het gemeentehuis             | Drachten            | r.v.s.                                             | To close to                                       |
| 1998                          | Vrouw Holle                                         | Hanneke Roelofsen               | De Lanen                                               | Drachten            | keramiek en beton                                  | Hanneke Roelofsen,1998                            |
| 2001                          | Joods monument                                      | Hotze Rusticus                  | Kiryat Onoplein                                        | Drachten            | hardsteen                                          |                                                   |
| 2001                          | Zonder transport staat alles stil                   | Maree Blok & Bas Lugthart       | Langewyk                                               | Drachten            | graniet                                            | Blok & Lugthart                                   |
| 2001                          | Sjoerd (Menhir)                                     | Albert Oost                     | Fabriciuslaan, Parkwijck De Singels                    | Drachten            | cortenstaal, brons                                 | Sjoerd(menhir)                                    |
| 2001                          | Rûmsicht                                            | Albert Oost                     | Fabriciuslaan, Parkwijck De Singels                    | Drachten            | cortenstaal, brons                                 | Rûmsicht                                          |
| 2001                          | Feanskipfear                                        | Gerrit Terpstra                 | Brouwersgreft                                          | Rottevalle          | diversen                                           |                                                   |
| 2004                          | Monument tegen zinloos geweld                       | Roelie Woudwijk                 | Noorderbuurt                                           | Drachten            | hardsteen                                          |                                                   |
| 2004                          | Standvast                                           | Joop van Bergen                 | Klompmakerspaad                                        | Houtigehage         | eikenhout                                          | Joop van Bergen,2004                              |
| 2004                          | In het veld                                         | Theo Schepens                   | Morrapark                                              | Drachten            | rood koper                                         | In het veld                                       |
| 2005                          | Surprise!                                           | Dedden & Keizer                 | Flevo, Brede School De Drait                           | Drachten            | polyester en glasvezel met een stalen constructie. |                                                   |
| 2005                          | Open huis                                           | Reinier Lagendijk               | Grasland, wijk Himsterhout                             | Drachten            | staal, cortenstaal, baksteen en hout               | Reinier Lagendijk,2005                            |
| 2005                          | Het bed van Achmed                                  | Groenewoud/Buij                 | Zetveld 38, voor multifunctioneel centrum De Barte     | Drachten            | beton en brons (gecoat)                            | Het bed van Achmed                                |
| 2005                          | Boegen                                              | Frans Ram                       | De Boeg                                                | Drachten            | cortenstaal                                        | Frans Ram                                         |
| 2005                          | N.H.Kerk                                            | Melle Visser                    | Tsjerkebuorren, kerkhof                                | Drachtstercompagnie |                                                    |                                                   |
| 2006                          | De Compagnons                                       | Sieger Visser                   | Buorren/Heidbuorren, in plantsoen                      | Drachten            | beton en cortenstaal                               | De Compagnons                                     |
| 2006                          | Twee futen                                          | Yvonne Visser                   | Mevrouw de Rooweg, Parkwijck De Singels                | Drachten            | brons                                              | Twee futen                                        |
| 2007                          | Monument voor Roma en Sinti (Drachten)              | Roelie Woudwijk                 | Kiryat Onoplein                                        | Drachten            | steen                                              |                                                   |
| 2007                          | Landkraal                                           | Martin Borchert                 | Smaragd                                                | Drachten            | staal                                              | Martin Borchert, 2007                             |
| 2007                          | De zes elementen                                    | Lolke van der Bij               | Burg. Wuiteweg 140, voor verpleeghuis Bertilla         | Drachten            | r.v.s.                                             | Lolke van der bij, 2007                           |
| 2008                          | Newton en Rembrandt                                 | Erzsébet Baerveldt              | Torenstraat, Drachtster Lyceum                         | Drachten            | brons                                              |                                                   |
| 2009                          | Zonder titel(Vrouwenhoofd)                          | Agostinho Moreira de Melo       | Stationsweg, Van Haersmapark                           | Drachten            | marmer                                             | Agostinho Moreira de Melo, 2009                   |
| 2010                          | Het gaat om de mensen                               | Karin Colen                     | Westerbuorren                                          | Boornbergum         | Roestvrij staal                                    | Karin Colen, 2010                                 |
| 2010                          | Freonen for altyd                                   | Anne Woudwijk                   | Reinder de Vriessingel                                 | Opeinde             | zwart graniet                                      | Anne Woudwijk,2010                                |
| 2010                          | Steentijd                                           | Anne Woudwijk                   | Buorren                                                | Oudega              | Zwerfkei, Belgisch hardsteen                       | Anne Woudwijk,2010                                |
| 2010                          | Vrouwe Justitia                                     | Anne Woudwijk                   | Skeane Heawei                                          | Oudega              | zwart graniet                                      |                                                   |
| 2011                          | De buurtvereniging                                  | Roelie Woudwijk                 | De Hoge Bomen, Buurthuis 'De Skûle'                    | Drachten            | Belgisch hardsteen                                 | De buurtvereniging                                |
| 2011                          | Roundabout Us                                       | Hans Mes                        | Horowitzplein / Noorderhogeweg                         | Drachten            | staal en ledverlichting                            | Hans Mes,2011                                     |
| 2012                          | Het fabriekje                                       | Florentijn Hofman               | Bedrijventerrein Drachten-Azeven Noord                 | Drachten            | staal, golfplaat en steen                          |                                                   |
| 2012                          | Fan twa ien                                         | Jilt Veenstra en Durk de Vries  | Luchtenveld (bij de Blauwe Dobbe)                      | Houtigehage         | metaal                                             |                                                   |
| 2013                          | Monument voor Sake Sietze Reindersma                | Anne & Roelie Woudwijk          | Duizendblad / Skiepegerf, entree van de wijk Vrijburgh | Drachten            | hardsteen                                          | Anne & Roelie Woudwijk,2013                       |
| 2014                          | De Koningskroon                                     | Roelie Woudwijk                 | Bij Zuidkade 24, pleintje voor tabaksfabriek           | Drachten            | dolomiet en graniet                                |                                                   |
| 2014                          | It Drachtster Skûtsje                               | Anne Woudwijk                   | Moleneind                                              | Drachten            | zwart graniet                                      | Anne Woudwijk, 2014                               |
| 2014                          | Jeu de Bouler                                       | Jan Ketelaar                    | Broekfinne / It Nachtlân, wijk De Sanding              | Drachten            | cortenstaal                                        | Jeu de bouler                                     |
| 2014 geplaatst. 2002 gemaakt. | Kruiwagen met turf                                  | Roelie Woudwijk                 | Moleneind                                              | Drachten            | hardsteen                                          |                                                   |
| 2016                          | Bining                                              | Jitse Sikkema                   | Wielewaalen / Leeuwerikstraat, wijk Noordoost          | Drachten            | brons                                              | Jitse Sikkema,2016                                |
| 2017                          | Stijlstoelen (drie vergrote replica's)              | Thijs Rinsema                   | O.a. De Dam en het Museumplein                         | Drachten            | hout                                               |                                                   |
| 2018                          | Monument voor Toekomstig Geluk                      | Frank Koolen                    | Tussen de Tjaardaflats                                 | Drachten            | kunststof                                          |                                                   |
| 2019                          | Zwaluwen                                            | Woodlandart                     | Multifunctioneel Centrum "It Werflân"                  | Rottevalle          | wilgentenen                                        |                                                   |
| 2020                          | Aandenken voormalige cichoreifabriek "Werkmanslust" | Anne Woudwijk & Roelie Woudwijk | Driesprong Zuiderdwarsvaart-Fabriekslaan               | Drachten            | Hardsteen (molenstenen) en graniet                 |                                                   |
| 2021                          | KAPKAR / A7-29 X FT                                 | Frank Havermans                 | Ten zuiden van Drachten bij afslag 29 van de A7        | Drachten            | staal                                              |                                                   |
| z.j.                          | Zonder titel                                        |                                 | Muldersplein                                           | Rottevalle          |                                                    |                                                   |

Achtkarspelen ·
Ameland ·
Dantumadeel ·
De Friese Meren ·
Harlingen ·
Heerenveen ·
Leeuwarden ·
Noardeast-Fryslân ·
Ooststellingwerf ·
Opsterland ·
Schiermonnikoog ·
Súdwest-Fryslân ·
Smallingerland ·
Terschelling ·
Tietjerksteradeel ·
Vlieland ·
Waadhoeke ·
Weststellingwerf